# Tibissa
Tibissa lub Tebessa (arab. تبسة, fr. Tébessa) – miasto w północno-wschodniej Algierii, w prowincji (wilajet) o tej samej nazwie, w regionie zamieszkałym przez Berberów Chaoui. Miasto liczy około 222 tys. mieszkańców (2012). W okolicach Tebessy eksploatuje się fosforyty. Występuje przemysł chemiczny i cementowy, także rzemieślniczy wyrób dywanów. Jest również ważnym węzłem komunikacyjnym (lotnisko). Zabytki Tebessy to budowle rzymskie i bizantyjskie, m.in. łuk Karakalli, świątynia Minerwy, ruiny bazyliki chrześcijańskiej, ruiny amfiteatru oraz masywne mury miejskie z epoki bizantyjskiej.

## Historia
Tebessa w starożytności znana była pod nazwą Theveste i leżała w Numidii. W pierwszym wieku naszej ery stacjonował tutaj Legio III Augusta, dopóki nie został przeniesiony do Lambaesis. Pod rządami Trajana powstała tutaj rzymska placówka.